# Concurso Internacional de Piano Clara Haskil
O Concurso Internacional de Piano Clara Haskil (em francês:  Concours international de piano Clara Haskil) foi constituído em 1963 em honra da pianista Clara Haskil. É realizado anualmente em Vevey, Suíça. O concurso é membro da Federação Mundial dos Concursos Internacionais de Música.

## Vencedores 1963–2013
| Ano  | Vencedores           | Finalistas                                                                            |
| ---- | -------------------- | ------------------------------------------------------------------------------------- |
| 1963 | Não houve vencedor   | Jon Bingham Gino Brandi Jakob Maxin Mayne Miller                                      |
| 1965 | Christoph Eschenbach | Françoiseoise Parrot Carmen Vilá Annerose Walther                                     |
| 1967 | Dinorah Varsi        | John Owings Zsuzsanna Sirokay Michael Studer                                          |
| 1969 | Não houve vencedor   | Peter Lang Hanae Nakajima Zsuzsanna Sirokay                                           |
| 1973 | Richard Goode        | Penelope Blackie Brigitte Meyer Mitsuko Uchida                                        |
| 1975 | Michel Dalberto      | Marie Catherine Girod Brigitte Meyer Kyung Sook Lee Margrit Pirner                    |
| 1977 | Evgeni Koroliov      | Dennis Lee Jeffrey Kahane Mamiko Suda                                                 |
| 1979 | Cynthia Raim         | Edouard Garcin Kei Itoh Marie-Paule Siruguet Pietro Rigacci Mamiko Suda               |
| 1981 | Konstanze Eickhorst  | Eric N'Kaoua Friedemann Rieger Nina Tichman Marioara Trifan                           |
| 1983 | Não houve vencedor   | Nathalie Bera-Tagrine Luc Devos Sandro de Palma Yukino Fujiwara                       |
| 1985 | Nataša Veljković     | Philippe Cassard Alexandra Papastefanou Philippe Zahnd Tomoko Ogasawara Huseyn Sermet |
| 1987 | Hiroko Sakagami      | Sachiyo Yonekawa David Satyabrata Sylviane Deferne Laurent Cabasso Jean-Marie Cottet  |
| 1989 | Gustavo Romero       | Ishibashi Eri Marie-Josèphe Jude Marietta Petkova Patricia Pagny Doris Adam           |
| 1991 | Steven Osborne       | Yoshiko Iwai Lorenz Ehrsam Emmanuel Strosser Alena Tchernouchenko                     |
| 1993 | Till Fellner         | Adrian Oetiker Seiko Ohtomo                                                           |
| 1995 | Mihaela Ursuleasa    | Sheila Arnold Klaus Sticken                                                           |
| 1997 | Delphine Bardin      | Polina Leschenko Hie-Yon Choi Daniil Kopylov Nicholas Ong Miku Nishimoto-Neubert      |
| 1999 | Finghin Collins      | Julia Bartha Julien Le Pape Denys Proshayev                                           |
| 2001 | Martin Helmchen      | Inon Barnatan Deborah Lee                                                             |
| 2003 | Não houve vencedor   | Herbert Schuch Stefan Stroissnig Jacob Katsnelson                                     |
| 2005 | Sunwook Kim          | Francesco Piemontesi Gottlieb Wallisch                                                |
| 2007 | Hisako Kawamura      | Alina Elena Bercu Yana Vasilyeva                                                      |
| 2009 | Adam Laloum          | Nima Sarkechik François Dumont                                                        |
| 2011 | Cheng Zhang          | Zhi Chao Julian Jia Joo Hyeon Park                                                    |
| 2013 | Cristian Budu        | Dmitry Mayboroda François-Xavier Poizat                                               |
| 2015 | Não houve vencedor   | Guillaume Bellom Benedek Horváth Yukyeong Ji                                          |
| 2017 | Mao Fujita           | Aristo Sham Alberto Ferro                                                             |